# Abdelhamid Temmar
Ne doit pas être confondu avec Abdelwahid Temmar.
 (août 2012).
Abdelhamid Temmar, né le 24 octobre 1938 à Tlemcen, en Algérie, est un homme politique algérien, qui a aussi été enseignant en droit.

## Biographie
Il participe à la guerre d'Algérie en tant qu'officier de l'armée de libération nationale (ALN) (1957-1962). Une médaille d'honneur lui est décernée. Après l'indépendance, il occupe le poste de Chef de Département économique et social du Bureau politique du parti du Front de libération nationale (FLN).
Professeur et doyen de la Faculté de droit et sciences économiques de l'Université d'Alger, il est Docteur ès sciences économiques de l'Université de Paris et détient un Ph.D. en gestion économique du secteur public de l'Université de Londres (London Graduate School of Business Studies). Il enseigne l'analyse macro économique, le développement économique, la comptabilité nationale et la gestion stratégique de l’entreprise.
Il rejoint les Nations unies en 1981 en qualité de Conseiller technique principal au Bénin et est transféré au Secrétariat des Nations unies à New York en tant que Conseiller interrégional spécialisé dans les domaines du développement et de la gouvernance économiques. À ce titre, il apporte son assistance aux États membres africains, arabes et asiatiques des Nations unies dans l'évaluation et l'élaboration des stratégies économiques, de la formulation et la mise en œuvre des réformes et des politiques économiques, ainsi que du développement des programmes de renforcement des capacités économiques de gestion de ces pays. Dans le cadre des Nations unies, il s'est concentré sur la préparation et la tenue de Tables rondes de bailleurs de fonds la mise en œuvre des programmes de réhabilitation et de relance des économies en proie à des crises graves. Il prend part aux opérations de maintien de la paix notamment au Cambodge et en Angola.
Il regagne l'Algérie en 1999 pour être membre du gouvernement en qualité de ministre chargé des participations et de la coordination des réformes, ministre du commerce, ministre conseiller économique auprès du président Abdelaziz Bouteflika et à nouveau ministre de l'industrie et de la  promotion des investissements. 
Il obtient la médaille d'honneur et la médaille nationale du « Mérite culturel » pour sa contribution dans le domaine de l’économie en Algérie et a été décoré par les Nations unies pour avoir servi dans les situations les plus dangereuses.
Il est également l'auteur d'ouvrages de référence sur l'économie algérienne et publie plusieurs articles sur le développement économique. Il se passionne pour la lecture des ouvrages sur l'histoire ancienne et la philosophie et s'adonne régulièrement à la pratique de la course.

## Récompenses
Il obtient la médaille d'honneur et la médaille nationale du « Mérite culturel » pour sa contribution dans le domaine de l’économie en Algérie et a été décoré par les Nations unies pour avoir servi dans les situations les plus dangereuses[réf. nécessaire].

## Procès
En décembre 2022, il est condamné à 20 ans de prison pour, notamment, « dilapidation de deniers publics, abus de fonction et octroi d'indus privilèges lors de conclusion de marchés publics ».
Le 3 octobre 2023, il est condamné par contumace à 10 ans de prison pour les mêmes faits. Le mandat d'arrêt international émis à son encontre  est confirmé.